# Cacosternum
Genre
Cacosternum est un genre d'amphibiens de la famille des Pyxicephalidae.

## Répartition
Les 16 espèces de ce genre se rencontrent en Afrique australe et en Afrique de l'Est.

## Liste des espèces
Selon Amphibian Species of the World (18 novembre 2016) :
- Cacosternum aggestum Channing, Schmitz, Burger & Kielgast, 2013
- Cacosternum australis Channing, Schmitz, Burger & Kielgast, 2013
- Cacosternum boettgeri (Boulenger, 1882)
- Cacosternum capense Hewitt, 1925
- Cacosternum karooicum Boycott, de Villiers & Scott, 2002
- Cacosternum kinangopensis Channing & Schmitz, 2009
- Cacosternum leleupi Laurent, 1950
- Cacosternum namaquense Werner, 1910
- Cacosternum nanogularum Channing, Schmitz, Burger & Kielgast, 2013
- Cacosternum nanum Boulenger, 1887
- Cacosternum parvum Poynton, 1963
- Cacosternum platys Rose, 1950
- Cacosternum plimptoni Channing, Brun, Burger, Febvre & Moyer, 2005
- Cacosternum rhythmum Channing, Schmitz, Burger & Kielgast, 2013
- Cacosternum striatum FitzSimons, 1947
- Cacosternum thorini Conradie, 2014

## Publication originale
- Boulenger, 1887 : Descriptions of new reptiles and batrachians in the British Museum (Natural history), part III. Annals and Magazine of Natural History, sér. 5, vol. 20, p. 50-53 (texte intégral).